# Gijs Boer
Gijsbert (Gijs) Boer (Bodegraven, 27 maart 1913 - Zoetermeer, 17 januari 1973) was een Nederlandse predikant in de Nederlandse Hervormde Kerk. 

## Levensloop
Voor zijn predikantschap was Boer timmerman. In 1943 werd hij predikant. Zijn eerste gemeente was Eemnes-Buiten. Daarna was hij hervormd predikant in de hervormde gemeenten van Putten (1946), Gouda (1949), Lunteren (1956), Huizen (1960), Katwijk aan Zee (1965) en Zoetermeer (1969). Boer was een leerling van de in deze kring bekende ds. I. Kievit.
Van 1951 tot 1969 was Boer hoofdbestuurslid van de Gereformeerde bond binnen de Hervormde Kerk. De laatste jaren (1966-1969) was Boer voorzitter van deze bond. Tevens was hij vele jaren eindredacteur van De Waarheidsvriend, het officiële orgaan van de Bond. Als eindredacteur droeg hij, als een van de weinigen in deze kringen, intensief bij aan het theologische debat. Onder meer ging hij in op de vragen rond de leer van de verzoening, het gezag van de Bijbel, de plaats van de Hervormd-Gereformeerden in de Nederlandse Hervormde Kerk 
Boer behoorde tot de zogenoemde bevindelijk gereformeerden. Wel echter trad hij, als een van de weinigen in zijn kring, in gesprek met bijvoorbeeld Hendrikus Berkhof. De publieke briefwisseling tussen Berkhof en Boer is uitgegeven onder de titel Gedachtewisseling over de positie en problemen van de Gereformeerde Bond in de Hervormde kerk tussen H. Berkhof en G. Boer (eerste uitgave 1956). Dit boekje bevat een vijftal open brieven die Berkhof en Boer aan elkaar hebben geschreven. Het behandelt problemen die ook vandaag de dag nog volop actueel zijn in de behoudende flank van de kerk in Nederland.
De kracht van ds. Boer lag echter vooral in zijn wijze van preken. Boer gaf veel aandacht aan het pastoraat, maar zijn preken waren bijzonder geladen en maakten diepe indruk op zijn hoorders. In zijn prediking stond de ontmoeting tussen de hoge, heilige en genadige God en de goddeloze en verloren zondaar centraal. Boer daagde de hoorders als het ware voor Gods rechterstoel. Het recht van God veroordeelt een zondaar tot in het diepst van zijn zondige bestaan. Het behoud deelt God uit genade mee. De genade van God schittert in het Evangelie van Christus. Boer preekte zonde en genade, schuld en vergeving. Hij ging daarmee in het spoor van onder meer Luther en Calvijn. Het klassieke Evangelie hield hij zijn hoorders met grote ernst en bewogenheid voor. Ook was Boer bijzonder actueel. Hij verstond de kunst op het Evangelie te betrekken op de concrete werkelijkheid van zijn tijd.

## Familie
Zijn zoon Bert Boer was ook predikant en bekleedde allerlei kerkelijke functies.

## Werken
Gijs Boer schreef verscheidene boeken. Vooral zijn stijl van preken was opvallend. Enkele van zijn boeken zijn:
- Ik ben de Alpha, een serie Bijbellezingen over Genesis hoofdstuk 1
- De sterke Simson en de Sterkste, een serie Bijbellezingen over Simson
- Door het geloof, preken over Brief aan de Hebreeën hoofdstuk 11
- De prediking van de verzoening, een studie over de Bijbelse gedachten over de verzoening